# Formális hatványsor
Ha egy adott gyűrű feletti végtelen sorozatokon ahhoz hasonlóan értelmezünk két, összeadásnak és szorzásnak nevezett műveletet, ahogyan azt a végeredményben véges sorozatokként definiálható polinomok esetében tennénk, akkor jutunk az általánosabb formális hatványsor fogalmához.

## Definíció
A formális hatványsorok éppen úgy végtelen összegek, mint a nem formálisak. A műveleteket is ugyanúgy végezzük rajtuk, mint a valódi hatványsorokon. A konvergenciával azonban nem foglalkozunk.
Összeadás:
{\displaystyle f(x)+g(x)=\sum _{n=0}^{\infty }(a_{n}+b_{n})(x-x_{0})^{n},}
ahol an és bn gyűrűelem.
Skalárral szorzás:
{\displaystyle cf(x)=\sum _{n=0}^{\infty }(ca_{n})(x-x_{0})^{n},}
ahol c gyűrűelem.
Szorzás:
{\displaystyle {\begin{aligned}f(x)g(x)&=\left(\sum _{n=0}^{\infty }a_{n}(x-x_{0})^{n}\right)\left(\sum _{n=0}^{\infty }b_{n}(x-x_{0})^{n}\right)\\&=\sum _{i=0}^{\infty }\sum _{j=0}^{\infty }a_{i}b_{j}(x-x_{0})^{i+j}=\sum _{n=0}^{\infty }\left(\sum _{i=0}^{n}a_{i}b_{n-i}\right)(x-x_{0})^{n}\end{aligned}}}
ahol minden együttható gyűrűelem

## Ekvivalens definíció
Legyen {\displaystyle R=\left(U,+,\times \right)} tetszőleges gyűrű, és tekintsük az {\displaystyle R} feletti {\displaystyle R_{\mathbb {N} }=\left\{\left(r_{n}\right)^{n\in \mathbb {N} }\ |\ r\in R\right\}} végtelen {\displaystyle \left(r_{n}\right)_{n\in \mathbb {N} }=\left(r_{0},r_{1},r_{2},r_{3},....\right)} sorozatok halmazát (megjegyzés, {\displaystyle K^{D}}-vel a D halmazból a K halmazba képező függvények halmazát jelöljük általában is).
Értelmezünk ezek között, tehát {\displaystyle R_{\mathbb {N} }} felett két kétváltozós {\displaystyle \oplus } és {\displaystyle \otimes } műveletet a következőképpen:
- {\displaystyle \oplus :R^{\mathbb {N} }\times R^{\mathbb {N} }\mapsto R^{\mathbb {N} };(r_{i})_{i\in \mathbb {N} }\oplus (s_{i})_{i\in \mathbb {N} }=(r_{i}+s_{i})_{i\in \mathbb {N} }} ; ez tehát egyszerűen két végtelen hosszú vektor koordinátánkénti összegzése (+ az R gyűrűbeli összeadás);
- A szorzás azonban nem koordinátánkénti szorzás, hanem: {\displaystyle \otimes :R^{\mathbb {N} }\times R^{\mathbb {N} }\mapsto R^{\mathbb {N} };(r_{i})_{i\in \mathbb {N} }\otimes (s_{i})_{i\in \mathbb {N} }=(\sum _{j=0}^{i}r_{j}s_{i-j})_{i\in \mathbb {N} }}.

Belátható, hogy ezek a műveletek éppen a fenti műveleteknek felelnek meg.
A {\displaystyle K[[x]]:=\left(R^{\mathbb {N} },\oplus ,\otimes \right)} algebrai struktúra szintén gyűrű. Ezt nevezzük az {\displaystyle R} feletti formális hatványsorok gyűrűjének.

## Polinomok
A polinomok véges összegként definiálhatók. A hatványsorok közül éppen azok polinomok, amelyekben csak véges sok együttható nem nulla. A legnagyobb indexű nem nulla együttható indexe a polinom foka. A nullpolinom fokát nem definiáljuk.
Ha egy {\displaystyle \left(s_{i}\right)\in R^{\mathbb {N} }} sorozatnak van olyan indexe (ti. olyan indexű tagja), melytől kezdve nulla (az összes nála nagyobb indexű tagja nulla), akkor az ilyen indexet (gyenge v. tágabb értelemben vett) eltűnési indexnek nevezünk. A sorozat eltűnési indexeinek halmazát {\displaystyle E\left(\left(s_{i}\right)\right)=\left\{j\in \mathbb {N} \ |\forall k\in \mathbb {N} :j\leq k\Rightarrow s_{k}=0\right\}\subseteq \mathbb {N} }-vel jelöljük (definiálható a szigorú eltűnési index is, ha ≤ helyett <-t írunk a definícióban). Nincs minden sorozatnak eltűnési indexe; azaz e halmaz üres is lehet bizonyos sorozatokra; ha azonban nem üres, akkor a sorozatot polinomnak nevezzük.
Pontosan egyetlen olyan sorozat van, melynek minden indexe eltűnési index, mégpedig az a sorozat, melynek minden tagja 0. E sorozat a nullpolinom.

## Tulajdonságok
- A véges testek fölötti egyhatározatlanú formális hatványsorok gyűrűt alkotnak, aminek részgyűrűje a polinomgyűrű
- Gyűrű feletti polinomgyűrű, és az ugyanazon gyűrű fölött vett formális hatványsorok gyűrűje egyszerre kommutatív, egységelemes vagy nullosztómentes, ha az alapgyűrű is az
- Ha s egy egységelemes gyűrű fölötti hatványsor, és {\displaystyle k\in \mathbb {N} _{0}}, akkor {\displaystyle (x^{k}\mathbf {s} )_{i}=0}, ha i > k, és {\displaystyle (x^{k}\mathbf {s} )_{i}=\mathbf {s} _{i-k}}, ha {\displaystyle k\leq i\in \mathbb {N} _{0}}
- Az egyhatározatlanú formális hatványsorok gyűrűje egyben modulus is az alapgyűrű fölött. Ez a modulus pontosan akkor unitér, ha az alapgyűrű egységelemes. Pontosan akkor vektortér, ha az alapgyűrű ferdetest, és pontosan akkor algebra, ha az alapgyűrű test. Ekkor rangja végtelen. Hasonlóak érvényesek a polinomgyűrűre is
- Hatványsor akkor és csak akkor egység, ha konstans tagja egység az alapgyűrűben. Speciálisan, ferdetest feletti formális hatványsor pontosan akkor egység, ha konstans tagja nem nulla
- Hatványsor akkor és csak akkor felbonthatatlan, ha konstans tagja az alapgyűrűben felbonthatatlan
- Ha az alapgyűrű test, akkor a formális hatványsorok gyűrűje euklideszi
- Test feletti hatványsorok gyűrűjének elemei {\displaystyle x^{u}\mathbf {s} } alakúak, ahol u egész. Ez a test az alaptest fölötti Laurent-sorok teste